# Интеграция (музей)
«Интеграция» (Государственный музей — культурный центр «Интеграция» имени Н. А. Островского) — музей, специализирующийся на поддержке людей с инвалидностью, созданный на базе музея-квартиры Николая Островского в историческом здании на Тверской улице (дом № 14) в Москве.
С 1918 года часть помещений на верхних этажах Елисеевского магазина, занимавшего до революции дом на Тверской целиком, передана под жилые помещения, в одной из квартир провёл последний год жизни (1935—1936) прикованный к постели из-за тяжёлой болезни Николай Островский. В 1940 году в квартире, где жил писатель, образован музей его имени, в котором открыты постоянная экспозиция, зал сменных выставок и мемориальные комнаты писателя. В 1992 году здание было перестроено, в то же время музей переименован в «Государственный музей-гуманитарный центр „Преодоление“ имени Н. А. Островского».
14 декабря 2016 года приказом Департамента культуры города Москвы № 967 по инициативе его руководителя  А.В. Кибовского происходит слияние Государственного музея-гуманитарного центра и Центра социокультурных программ «Интеграция». Данная практика должна стать новым словом в культурной сфере города при успешной организации деятельности объединенного учреждения в качестве многофункционального центра, конечной целью развития которого будет продвижение идей «инклюзивного общества» в различных формах. Задача «Интеграции» — стать уникальным центром, местом для общения и встреч и обеспечить инновационный подход, выражающийся в сочетании традиционного музейного дела и социального предпринимательства, решающего проблему занятости людей с инвалидностью, а также незащищенных групп населения и пожилых людей.
В 2016 году в собрание музея были переданы коллекции музея-квартиры И. Д. Сытина, расположенного в соседнем доме (ул. Тверская, 12/2). Сам музей-квартира  открылся 19 сентября 2019 года. Здесь книгоиздатель жил с семьей с 1928 по 1934 год. Это одновременно мемориальное пространство, посвященное известному русскому просветителю начала XX века, и уникальный музей культуры рубежа XIX-XX веков.
В помещениях по адресу ул. Лазо, д. 12 и ул. Саянская, д. 6Б расположены современные культурные центры, где проводятся занятия в творческих студиях и спортивных секциях, выставки, концерты, успешно реализуются инклюзивные проекты и практики. В каждом Культурном центре работает более 50 студий по 6 направлениям (спорт, творчество, танцы, развитие, театр и музыка).
Миссия «Интеграции» — не только интеграция культуры в повседневную жизнь москвичей, но и интеграция людей с ограниченными возможностями здоровья в общество. Центр стал площадкой для инновационных решений и культурных экспериментов: среди его проектов — «Люди IN», тренинги по этике общения с людьми с инвалидностью; «Концерты в темноте», а также бизнес-тренинги «Диалог в темноте».
Отдельное направление — это Городской методический центр по социо-культурной интеграции людей с инвалидностью в культурную жизнь города Москвы, регулярно проводящий семинары и тренинги для сотрудников учреждений культуры по правильному взаимодействию с посетителями с особенностями здоровья.